# Theodor Christoph Ursinus
Theodor Christoph Ursinus (* 20. Februar 1702 in Tunzenhausen; † 28. November 1748 in Halle an der Saale) war ein deutscher Philosoph und Mediziner.

## Leben
Theodor Christoph Ursinus war der Sohn des Pfarrers Polycarp Andreas Ursinus († 1713) und dessen Frau Marie Katharina. Nach dem frühen Tod der Eltern 1713 wurde er auf die Schule nach Buttstädt geschickt, wo er unter dem Konrektor Ritter und dem Rektor Bischoff besonders mit der lateinischen, griechischen und hebräischen Sprache vertraut gemacht wurde. 1720 bezog er die Universität Jena, wo er die philosophischen Vorlesungen von Johann Georg Walch und Johann Andreas Danz hörte, die ihn mit den Grundsätzen der Philosophie vertraut machten. Bei Johann Reinhard Rus (1679–1738) wurde er in die Philologie eingeführt, von Johann Jacob Syrbius (1674–1738) erhielt er Einblick in Metaphysik und Logik, bei Johann Jacob Lehmann (1683–1740) und bei Johann Bernhard Wiedeburg (1687–1766) studierte er Mathematik.
Gottlieb Stolle (1673–1744) sowie Burkhard Gotthelf Struve (1671–1738) machten ihn die Geschichte und Politik bekannter, in Naturlehre hatte er die Ausführungen von Hermann Friedrich Teichmeyer (1685–1744) sowie von Johann Friedrich Wucherer (1682–1737) verfolgt und von Martin Schmeitzel wurde er in Geographie unterrichtet. Damit er auch die Ausbildung auf den höheren Fakultäten einschätzen konnte, besuchte er die Theologievorlesungen von Johann Franz Buddeus, die Rechtsvorlesungen von Kaspar Achatius Beck (1685–1733) und die medizinischen Vorlesungen bei Teichmeyer. 1726 erwarb er den akademischen Grad eines Magisters der Philosophie und habilitierte sich im gleichen Jahr mit der Dissertation de usu et abusu studii philosophici, um an der Hochschule Vorlesungen halten zu können.
1732 wurde er als außerordentlicher Professor der Philosophie an die Universität Halle berufen und trat diese Stelle am 15. April an. Am 11. August 1733 wurde er ordentlicher Professor der Philosophie. Obwohl er in Jena und Halle nur wenige Studenten mit seinen Vorlesungen anziehen konnte, verfolgte er ab 1741 bei Johann Heinrich Schultze und Johann Juncker weiter ein medizinisches Studium, das er am 20. Oktober 1746 mit der Promovierung zum Doktor der Medizin abschloss. Nachdem er 1747/48 Prorektor der Alma Mater gewesen war, starb er an hitzigem Fieber. Anfang Mai 1733 hatte er  Anna Elisabeth (geb. Fischer), der Witwe des außerordentlichen Professors der Anatomie in Halle Johann Friedrich Becker († 1730), geheiratet.

## Werke
1. De religione naturali cultuque die vere rationali Commentatio brevis. Jena 1728
2. Gedanken vom philosophischen Geschmack. Jena 1729
3. De sectaria et Eclectica philosophandi ratione Commentatio brevis. Jena 1731
4. Progr. de variis philosophandi modis. Jena 1731
5. Progr. de variis philosophandi modis. Halle 1732
6. Nachricht wegen seiner Philosophischen Lectionen nebst einigen Anmerkungen von der höchstnöthigen Verknüpfung der Gelehrsamkeit und Weisheit auf Academien. Halle 1732
7. Diss. de inventis nov.antiquis metaphysicis. Halle 1743
8. Kurtze Erläuterung des bekannten Sprichworts: Ein Quentgen Mutter-Witz. In: Hallische Anzeigen. 1744 No. XIV
9. Die fragende Lehrart, historisch und dogmatisch entworfen. In: Hallische Anzeigen. 1746 No. XVIII-XXIV
10. Diss. epistolaris de Auxilio uxoris in tuenda sanitate martiti. Halle 1744
11. Diss. de Viperarum usu medico. Halle 1744
12. Diss. de Tenesmo haemorrhoidali. Halle 1744
13. Diss. de morbis hyemalibus. Halle 1744
14. Johannes Junckeri institutiones Physiologiae et Pathologiae medicae recensuit et e forma tabularum in quaestiones et responsiones retegit T. C. Ursinus. Halle 1745
15. Diss. an et cur Podagra aegrum gravius exercens rarius recurrat. Halle 1745
16. Diss. de viscerum laesionibus rite dijudicandis et congrue tractandis. Halle 1745
17. Diss. de Pernionibus. Halle 1745
18. Diss. de Diarrhoea plirimum annorum. Halle 1745
19. Diss. de morbis Vernalibus. Halle 1745
20. Diss. de Dentitione difficili. Halle 1745
21. Diss. de Odontalgia. Halle 1745
22. Diss. de morbis aestivis. Halle 1745
23. Diss. de morbis autumnalibus. Halle 1745
24. Diss. de morbis infantum. Halle 1746
25. Diss. de morbis puerorum. Halle 1746
26. Diss. de morbis juvenum. Halle 1746